# San Agustín, San Luis de la Paz
San Agustín är en ort i Mexiko.   Den ligger i kommunen San Luis de la Paz och delstaten Guanajuato, i den centrala delen av landet, 270 km nordväst om huvudstaden Mexico City. San Agustín ligger 2 144 meter över havet och antalet invånare är 248.
Terrängen runt San Agustín är platt söderut, men norrut är den kuperad. Runt San Agustín är det ganska glesbefolkat, med 31 invånare per kvadratkilometer. Närmaste större samhälle är San Luis de la Paz, 19,9 km sydost om San Agustín. Trakten runt San Agustín består till största delen av jordbruksmark.